# Czarni Rząśnia
LKS Czarni Rząśnia – polski klub sportowy z siedzibą w Rząśni. Działają w nim sekcje piłki siatkowej i piłki nożnej.
W sezonie 2008/2009 siatkarze grali w II lidze (3. poziom ligowy) i występowali pod nazwą LKS Czarni Wirex Rząśnia. Korzystali z hali sportowej należącej do szkoły podstawowej.
W sezonie 2014/2015 siatkarze osiągnęli najlepszy wynik w historii klubu, walczyli w Turnieju o wejście do I ligi w Katowicach, jednak przegrali w 3 turze zawodów.
Piłkarze w 2008 roku wywalczyli awans do nowej IV ligi. Swoje mecze rozgrywają na Kompleksie Sportowo-Rekreacyjnym w Rząśni